# 17185 Mcdavid
17185 Mcdavid è un asteroide della fascia principale. Scoperto nel 1999, presenta un'orbita caratterizzata da un semiasse maggiore pari a 2,5629614 UA e da un'eccentricità di 0,1384870, inclinata di 11,02766° rispetto all'eclittica.